# Cleora paradoxa
Cleora paradoxa är en fjärilsart som beskrevs av Edward Alfred Cockayne 1949. Cleora paradoxa ingår i släktet Cleora och familjen mätare. Inga underarter finns listade i Catalogue of Life.